# Jupiter Jones
Jupiter Jones est un groupe de rock allemand, originaire de l'Eifel. Chaque année, le groupe donne un concert durant l'été et en fin d'année, généralement à Trèves et à Cologne, mettant en avant de jeunes groupes tels que The Bandgeek Mafia.

## Biographie
Le groupe est formé à l'occasion d'une fête à l'automne 2002, et prend son nom d'un des héros de la littérature enfantine, Les Trois Jeunes Détectives et sort des titres en autoproduction. Leur première démo, Auf das Leben, est disponible en téléchargement. L'année suivante, il joue en première partie de Muff Potter, des Donots ou de The (International) Noise Conspiracy. Il finit deuxième du concours de la Südwestrundfunk et joue au Southside Festival en 2004. En octobre de la même année, sort le premier album, Raum um Raum.
En 2007, sort le second album Entweder geht diese scheussliche Tapete - oder ich. Avec l'Instituts Goethe, le groupe fait une tournée de dix jours en Bulgarie puis joue devant 7 000 spectateurs lors d'un festival à Ankara. En 2008, il enregistre une version acoustique à l'abbaye de Cochem et un DVD. Le troisième album Holiday in Catatonia sort en 2009, avec une participation de Jana Pallaske.
En août 2010, le groupe signe avec Columbia Berlin (Sony Music Entertainment). Cependant il conserve son propre label. Le premier album de majour sort le 25 février 2011 et porte le nom du groupe en même temps que le single Still qui devient l'un des plus joués par les radios allemandes. Il joue aux festivals Hurricane et Southside. Le 5 octobre 2012, le groupe joue avec les néerlandais Bløf qui reprendra la chanson Still dans leur langue, qui atteindra la 14e place des classements néerlandais.
Le 11 octobre 2013, Jupiter Jones publie son sixième album Das Gegenteil von Allem. Le premier single de l'album est publié le 27 septembre 2013 sous le titre Rennen + Stolpern qui atteint les classements 11 octobre 2013. La sortie de l'album est suivie par une tournée entre le 7 mars 2014 et le 26 avril 2014 appelée Das-Gegenteil-von-Allem-Tour 2014. Cependant, le 3 mars 2014, le groupe doit annuler ses prochaines dates de tournée, le chanteur Nicholas Müller souffrant d'attaques de panique. 
Au début de 2014, un nouvel album est annoncé pour l'été cette même année. Un album live, Glory.Glory.Hallelujah, est également publié. Jupiter Jones participe le 20 septembre 2014 au Bundesvision Song Contest 2014.

## Discographie

### Albums studio
- 2004 : Raum um Raum
- 2007 : Raum um Raum (Mathildas Special Edition)
- 2007 : Entweder geht diese scheussliche Tapete – oder ich
- 2008 : … leise (Jupiter Jones unplugged im Kapuzinerkloster Cochem)
- 2009 : Holiday in Catatonia
- 2011 : Jupiter Jones

### Singles
- 2007 : Wir sind ja schließlich nicht Metallica (CD)
- 2009 : Das Jahr in dem ich schlief (Download)
- 2009 : Nordpol, Südpol feat. Jana Pallaske
- 2010 : Still (Akustik) (Jahresabschluss 2010, Download)
- 2011 : Still (CD)
- 2011 : ImmerFürImmer (CD)
- 2012 : Nordpol/Südpol (feat. Chapeau Claque (de)) (CD)

### EP
- 2002 : Auf das Leben! (Demo-EP, nur zum Download auf der Website)
- 2003 : Split-EP Jupiter Jones vs. Springtime (EP)